# 桂裕芳
桂裕芳（1930年9月—2022年12月22日），湖北武汉人，中国大陸翻译家，北京大学法语系教授、博士生导师。

## 生平
1930年，桂裕芳出生在湖北省武汉市。1948年从武汉市希理达女子中学毕业，考入金陵大学外文系，后辍学半年。1949年，考入清华大学外文系，先主修英语，后改法语。1952年，因全国院系调整，转入北京大学西语系，1953年毕业并留校在法语专业任教。
1957年，桂裕芳开始发表作品，第一部作品是一本罗马尼亚小说家的作品。
1966年，文化大革命开始后，桂裕芳下放江西省鲤鱼洲劳动改造，她带着自己的2个孩子在那里种水稻、种菜。1976年，文革结束，桂裕芳返回学校教书，直至1997年10月退休。
2022年12月22日在北京病逝，享年92岁。

## 译作
- 《追忆似水年华》（马塞尔·普鲁斯特）
- 《在少女花影下：斯万夫人周围》（马塞尔·普鲁斯特）[4]
- 《小东西》（阿尔方斯·都德）
- 《变》（法語：La Modification）（米歇尔·布托）
- 《童年》（娜塔莉·萨洛特）
- 《爱的荒漠》、《昔日一少年》（弗朗索瓦·莫里亚克）[5]
- 《萨特读本》（保尔·萨特）
- 《要短句，亲爱的》（彼埃雷特·弗勒蒂奥）
- 《写作》（玛格丽特·杜拉斯）[6]
- 《夏夜十点半钟》（玛格丽特·杜拉斯）[7]
- 《无耻之徒》（玛格丽特·杜拉斯）
- 《莫泊桑小说全集》（居伊·德·莫泊桑；主编及部分翻译）
- 《南太平洋征旅：航海家的冒險樂園》（Étienne Taillemite），「發現之旅」第16冊

## 获奖与荣誉
- 2004年，中国翻译协会“资深翻译家”荣誉称号。[3]